# Барциковский, Станислав
Станислав Барциковский (пол. Stanislaw Barcikowski; ок. 1832, Калиш — после 1897) — польский художник, график, иллюстратор.

## Биография
После окончания варшавского реального училища, а 1846—1852 годах обучался в Академии изящных искусств в Варшаве.
Работал учителем рисования и каллиграфии в Калишской мужской гимназии. Среди его воспитанников были Станислав Масловский (в будущем известный художник) и А. Парчевский.

## Творчество
Автор серии рисунков архитектурных памятников Калиша, которые вошли в «Альбом Калиша» (Варшава, 1858) литографа Эдварда Ставецкого.
В 1862 году передал в дар виленскому музею свою работу с изображением Стефана Батория, Петра Скарги и Яна Замойского, во время посещения ими Виленской Академии.
Участник выставок Общества поощрения изящных искусств в Варшаве. В 1869 году представил картину «Королевский дворца Станислава Августа Понятовского», в 1897 — «Помолвка в XVI веке».
Выполнил миниатюру на словой кости, изображающую последние минуты жизни гетмана Стефана Чарнецкого, представленную в Варшаве в 1889 году на выставке древнего и современного искусства.
Рисунки архитектурных памятников Калиша работы С. Барциковского публиковались на страницах общепольского еженедельника «Tygodnik Ilustrowany». Создал несколько сакральных картин для костëлов Калиша.
Автор статей со своими иллюстрациями о калишских костëлах в журналах «Tygodnik Ilustrowany» и «Kłosy».